# Лучерта (Катанцаро)
Лучерта је насеље у Италији у округу Катанцаро, региону Калабрија.
Према процени из 2011. у насељу је живело 6 становника. Насеље се налази на надморској висини од 219 м.